# Gallatin (Tennessee)
Gallatin ist eine City in Tennessee, Vereinigte Staaten, und der Verwaltungssitz des Sumner County. Das U.S. Census Bureau hat bei der Volkszählung 2020 eine Einwohnerzahl von 44.431 ermittelt. Sie befindet sich etwa 30,6 Meilen (ca. 49 Kilometer) nordöstlich der Staatshauptstadt Nashville und ist Teil von dessen Metropolregion.

## Geschichte
Gallatin wurde 1802 als ständiger Verwaltungssitz von Sumner County in der sogenannten Middle Tennessee Region des Bundesstaates gegründet. Die Stadt wurde nach Albert Gallatin benannt, dem Finanzminister der Präsidenten Thomas Jefferson und James Madison. Andrew Jackson war einer der ersten, der ein Grundstück kaufte, als die Stadt 1803 vermessen und aufgeteilt wurde. Im Jahr 1803 wurden das erste Bezirksgericht und das Gefängnis auf dem zentralen Stadtplatz gebaut. Im Jahr 1815 erhielt die Siedlung das Stadtrecht.
Während der Sezessionskrise kurz vor dem amerikanischen Bürgerkrieg hofften die Bürger von Gallatin, neutral zu bleiben; sie waren gegen eine Abspaltung von der Union. Als jedoch die Kämpfe begannen, unterstützten sie fast einstimmig die Konföderierten und meldeten sich freiwillig zum Dienst für deren Verteidigung.
Die Unionsarmee eroberte Gallatin im Februar 1862, nachdem Ulysses S. Grant Fort Donelson eingenommen hatte. Gallatin war sowohl wegen der Eisenbahn, die die Stadt mit anderen Städten verband, als auch wegen seiner Lage am Cumberland River von strategischer Bedeutung, die die Unionsarmee zu kontrollieren versuchte. Im Juli 1862 eroberte General John Hunt Morgan Gallatin zurück und hielt es bis zum Rückzug der konföderierten Streitkräfte nach Chattanooga im Oktober. Im November 1862 eroberte der Unionsgeneral Eleazar A. Paine die Stadt zurück, und die Unionstruppen hielten sie bis zum Ende des Krieges besetzt. Der Bürgerkrieg verursachte schwere Schäden in der Region.
Im Laufe des späten 19. Jahrhunderts erlebten Gallatin und seine Umgebung allmählich wieder ein stetiges Wachstum. Bis Mitte des 20. Jahrhunderts war das Gebiet hauptsächlich landwirtschaftlich geprägt. Bis 1970 hatten Industrialisierung und Urbanisierung dazu geführt, dass die Hälfte der Bevölkerung des Countys als städtisch gilt (einschließlich der Vororte). Im Jahr 1992 wurde Gallatin von Hendersonville als größte Stadt des Countys abgelöst, obwohl Gallatin nach wie vor der Sitz des Countys ist. Heute dient sie zum Teil als Vorort für Pendler zur größeren Stadt und Staatshauptstadt Nashville.

## Demografie
Nach einer Schätzung von 2019 leben in Gallatin 42.918 Menschen. Die Bevölkerung teilte sich im selben Jahr auf in 77,7 % Weiße, 14,2 % Afroamerikaner, 0,1 % amerikanische Ureinwohner, 2,5 % Asiaten und 3,6 % mit zwei oder mehr Ethnizitäten. Hispanics oder Latinos aller Ethnien machten 7,6 % der Bevölkerung aus. Das mittlere Haushaltseinkommen lag bei 59.745 US-Dollar und die Armutsquote bei 11,7 %.

## Wirtschaft
Mehrere Unternehmen haben Einrichtungen oder Hauptsitze in Gallatin, darunter Gap Inc., RR Donnelley, Beretta und Servpro Industries, Inc. Gallatin war früher der Hauptsitz von Dot Records. Im Jahr 2015 verlegte der italienische Schusswaffenhersteller Beretta seine US-Produktionsstätte von Maryland, nach Gallatin.

## Bildung
In der Stadt befindet sich auch das Volunteer State Community College, ein zweijähriges College mit mehr als 70 Studiengängen. Der Hauptcampus befindet sich in Gallatin. Das Welch College ist ein privates, vierjähriges christliches College der Free Will Baptists in Gallatin. Es wurde 1942 gegründet und ist eine von mehreren höheren Bildungseinrichtungen, die mit der National Association of Free Will Baptists verbunden sind. Daneben gibt es in der Stadt verschiedene öffentliche und private Schulen.

## Infrastruktur
Mit dem Sumner County Regional Airport verfügt die Stadt über einen kleinen Regionalflughafen. Über Staatsstraßen ist die Stadt mit der Interstate 65 verbunden.

## Söhne und Töchter der Stadt
- Bill Allen (1922–1997), Radio-Discjockey
- Tennys Sandgren (* 1991), Tennisspieler
- Jordan Mason (* 1999), American-Football-Spieler